# 國際導向開放線上教育者聯盟
國際導向開放線上教育者聯盟（International Oriented Open Online Instructors，簡稱IOOOI）由臺北醫學大學、慈濟大學、國立臺北大學、國立臺北科技大學、國立臺灣海洋大學等5所學校所組成，整合各校不同專業領域學校專長，以國際導向觀點營造數位學習環境，提供線上課程有：系列課程
、國際新南向課程、高中課程-中文磨課師課程。

## 聯盟成員
- 臺北醫學大學
- 慈濟大學
- 國立臺北大學
- 國立臺北科技大學
- 國立臺灣海洋大學